# Neptis gatanga
Neptis gatanga är en fjärilsart som beskrevs av Hans Fruhstorfer 1908. Neptis gatanga ingår i släktet Neptis och familjen praktfjärilar. Inga underarter finns listade i Catalogue of Life.